# ECRM

eCRM 또는 전자 고객 관계 관리(electronic customer relationship management)는 인트라넷, 엑스트라넷, 인터넷 등 넷 환경을 사용하는 모든 CRM 기능을 아우른다. 전자 CRM은 정보기술(IT)을 사용하는 고객의 모든 형태의 관계 관리와 관련된다. eCRM은 고객의 요구를 이해하고 충족하기 위해 내부 조직 자원과 외부 마케팅 전략을 통합하기 위해 IT를 사용하는 산업이다. 전통적인 CRM과 비교할 때 eCRM 조직 간 협업을 위한 통합 정보는 고객과의 소통에 더 효율적일 수 있다.

## RM에서 CRM으로
RMO(RM)의 개념은 1983년 마케팅 교수 레너드 베리가 만들어냈다. 그는 이 개념을 조직 내 고객 관계를 일으키고 관리하고 강화하는 것으로 간주했다. 해가 거듭됨에 따라 기업들은 개개의 고객들과 의미있는 대화에 참여하고 있었다. 이렇게 함으로써 새로운 조직 형태와 기술이 사용되었으며, 마침내 고객 관계 관리가 탄생하게 되었다.
CRM과 e-CRM의 주된 차이는 전자의 경우 기술의 이용을 인식하지 않는 반면, 후자의 경우 RM 전략 구현에 정보기술(IT)을 사용한다는 점이다.

## 같이 보기
- 고객 관계 관리
- B2B
- B2C
- 클라우드 컴퓨팅
- 전사적 자원 관리

## 추가 문헌
- Romano, Nicholas C. and Fjermestad, Jerry L. (2009) Preface to the focus theme on eCRM. Electronic Markets 19(2-3) 69-70.
- Yujong Hwang (2009) The impact of uncertainty avoidance, social norms and innovativeness on trust and ease of use in electronic customer relationship management. Electronic Markets 19 (2-3) 89-98
- Pierre Hadaya and Luc Cassivi (2009) Collaborative e-product development and product innovation in a demand-driven network: the moderating role of eCRM. Electronic Markets 19(2-3) 71-87.